# Daniel Lambert

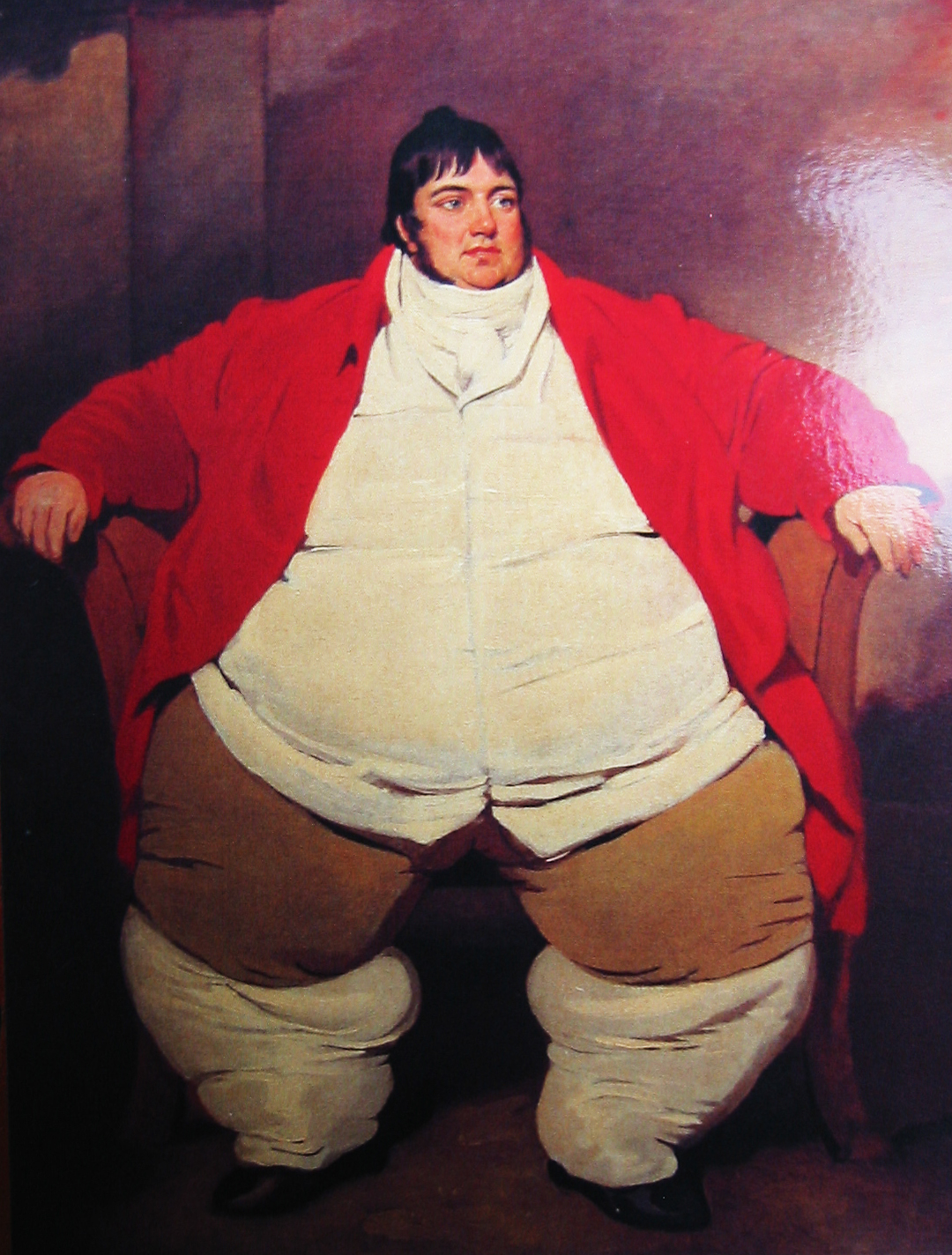
Daniel Lambert, Gemälde von Benjamin Marshall, 1806

Daniel Lambert (* 13. März 1770 in Leicester; † 21. Juni 1809 in Stamford) war zu seiner Zeit der vermutlich schwerste Mann der Welt.

## Leben
Daniel Lambert war der älteste Sohn des Gefängniswärters oder -leiters im Bridewell-Gefängnis von Leicester und wuchs mit drei Geschwistern auf. Im Alter von 14 Jahren begann er, in Birmingham bei Benjamin Patrick zu arbeiten, der Knöpfe und Schnallen herstellte. Patrick hatte jedoch auf die Dauer keinen wirtschaftlichen Erfolg, weshalb Lambert schließlich nach Leicester zurückkehrte, wo er sich nun ebenfalls als Gefängniswärter betätigte und in den frühen 1790er Jahren das Amt seines Vaters übernahm. Daniel Lambert liebte Vergnügungen wie Schwimmen, Fischen und Jagen und war auch ein erfolgreicher Züchter von Jagdhunden verschiedener Rassen.
Als er ungefähr 20 Jahre alt war, stellte er eine beunruhigende Gewichtszunahme fest und begann deshalb mit Krafttraining. Trotzdem musste er 1801 das Jagen zu Pferd aufgeben, weil sein Reittier ihn nicht mehr tragen konnte und er auch selbst zu sehr außer Atem geriet, wenn er der Meute folgte.
1805 wurde das Gefängnis geschlossen, in dem Lambert arbeitete. Lambert erhielt eine Abfindung von 50 Pfund Sterling jährlich, da man mit seiner Arbeit sehr zufrieden gewesen war, obwohl in den Jahren vor der Schließung der Institution schon die Frage aufgekommen war, ob er körperlich noch geeignet war, die Gefangenen zu beaufsichtigen. Diese Summe reichte ihm auf Dauer nicht zum Leben. Obwohl er Neugierige, die seine Körperfülle bestaunen wollten, immer abgewehrt hatte, beschloss er, aus seiner Veranlagung eine Einkommensquelle zu machen. In einem speziellen Wagen fuhr er am 4. April 1806 nach London und quartierte sich unter der Adresse Piccadilly 53 ein. Einen Tag später begann er, Besucher zu empfangen, die ihn gegen Geld besichtigen durften. Laut einem Bericht in der Times war der Andrang enorm und vor allem Frauen wünschten den etwa 700 Pfund (etwa 315 Kilogramm) schweren „menschlichen Koloss“ zu sehen und zeigten sich angetan von seiner intelligenten Konversation und seinen guten Manieren. Er hatte auch zahlreiche Besucher aus der Oberschicht der Gesellschaft, darunter König Georg III. Ein Ausspruch Józef Boruwłaskis, eines nur 99 Zentimeter großen Polen, der seinerseits 20 Jahre zuvor von Lambert besichtigt worden war, ist überliefert: Ah mine God, I have seen dis face twenty years before at Birmingham, but certainly it be anoder body! (deutsch: „Oh mein Gott, Ich hab dieses Gesicht zwanzig Jahre vorher in Birmingham gesehen, aber ohne Zweifel war es ein anderer Körper!“) Boruwłaski überprüfte auch, ob es sich bei Lamberts Körperfülle nicht um Schwindel handelte, und konnte sich überzeugen, dass die Massen tatsächlich aus Fleisch und Blut bestanden. Auch über zahlreiche Besuche des Schauspielers Charles Mathews bei Lambert gibt es Berichte.
Nachdem er den Sommer 1806 in London verbracht hatte, kehrte Daniel Lambert als reicher Mann nach Leicester zurück. Im Dezember desselben Jahres präsentierte er sich noch in Birmingham, Hickley und Coventry der Öffentlichkeit. 1807 lebte er am Leicester Square in London, musste den Aufenthalt aber krankheitshalber unterbrechen. Im selben Jahr unternahm er noch eine Tournee durch etliche Provinzstädte. 1808 zeigte er sich in London und York, 1809 in Cambridge, Huntington und Stamford. Am Morgen des 21. Juni 1809 bekam er beim Rasieren plötzlich Atemschwierigkeiten; wenige Minuten später war er tot. Wenige Tage zuvor war er in Ipswich gewogen worden und hatte 739 Pfund (etwa 335 Kilogramm) auf die Waage gebracht. Daniel Lambert wurde 39 Jahre alt.
Über die Gründe für Lamberts ungewöhnliche Korpulenz und über seine Todesursache ist viel spekuliert worden. Das Dictionary of National Biography nennt Verfettung des Herzens als Todesursache; Jan Bondeson hält eine Lungenembolie für wahrscheinlicher. Da keine Obduktion an Daniel Lambert vorgenommen wurde, sind aber keine endgültigen Aussagen darüber möglich. Dass Daniel Lambert zu Lebzeiten keine Symptome bekannter Krankheiten zeigte, die mit Fettsucht einhergehen können, ist belegt. Das einzige Leiden, das die zeitgenössischen Zeugnisse erwähnen, sind schmerzhafte Probleme mit den Beinvenen. Diagnosen wie Cushing-Syndrom, zu dem Symptome wie ein Vollmondgesicht und Muskelschwäche gehört hätten, oder Prader-Willi-Syndrom, was bereits im Kindesalter zu Auffälligkeiten geführt hätte, sind daher wohl auszuschließen. Lambert selbst soll stets behauptet haben, nur mäßig zu essen und keinen Alkohol zu sich zu nehmen. Bondeson hält es aber für möglich, dass Daniel Lambert die Energiemenge unterschätzte, die er über seine Ernährung zu sich nahm, und sein Gewicht nicht mehr in den Griff bekam, nachdem er seine körperlichen Aktivitäten aufgegeben hatte.

## Bestattung

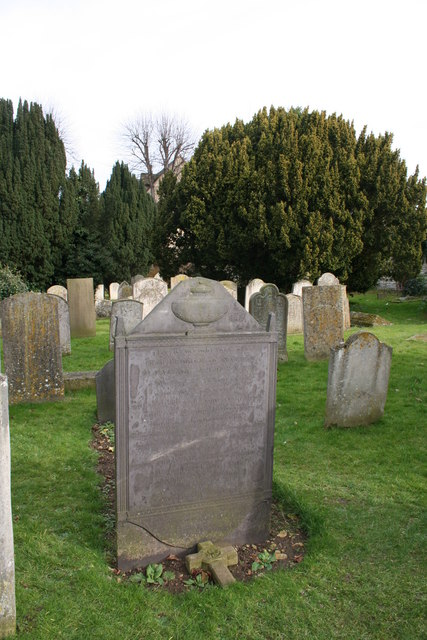
Grabstein in Stamford

Unter größten Schwierigkeiten wurde Daniel Lamberts Leichnam am 22. Juni 1809 in einen Sarg gelegt. Um diesen aus dem Gasthofzimmer transportieren zu können, musste eine Wand eingerissen werden. Der Sarg war mit Rädern versehen und wurde am 23. Juni zum Grab an der Rückseite der St. Martins Church in Stamford gefahren, wo sich 20 Männer eine halbe Stunde lang bemühten, bis der Sarg endlich im Grab war. Lamberts Freunde in Leicester beschafften einen Grabstein mit einer ausführlichen Inschrift.

## Literarische und andere Spuren

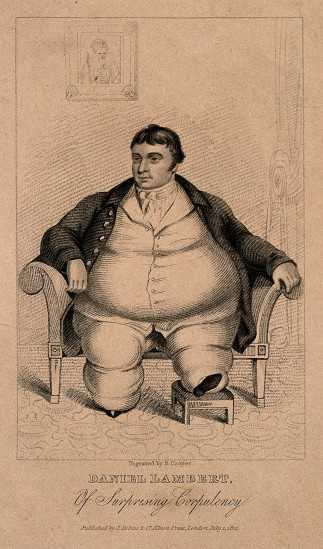
Posthumes Porträt Lamberts aus dem Jahr 1821

Mehrfach wurde Daniel Lamberts Leben zum Gegenstand literarischer Bemühungen. In Granger's Wonderful Museum and Magazine Extraordinary war schon 1808 eine Biographie Lamberts erschienen, bald nach seinem Tod veröffentlichte J. Drakard The Life of that Wonderful and Extraordinary Heavy Man, the Late Daniel Lambert. Auch in Biographia Curiosa von Smeeton, in Kirbys Wonderful Museum und im Eccentric Magazine erschienen Beschreibungen des Lebens Daniel Lamberts. Daniel Lambert als Inbegriff des Fetten und Riesigen taucht etwa bei William Makepeace Thackeray auf, ebenso bei Charles Dickens, Thomas Carlyle und vielen anderen. 1981 wurde ein Stück mit dem Titel The Ghost of Daniel Lambert aufgeführt.
Daniel Lambert wurde mehrfach gemalt; vor allem aber erschien er in zahlreichen antifranzösischen Karikaturen, in denen er den Gegenspieler Napoleons, John Bull, verkörperte. Auf einer dieser Karikaturen ist er auf dem Pferd Monarch zu sehen, das als das größte und stärkste Pferd der Welt galt.
1806 war außerdem eine große Statue oder Büste Lamberts aus Wachs hergestellt worden. Sie gelangte in die USA und wurde 1813 in Mix’ Museum in New Haven (Connecticut) ausgestellt. 1828 war entweder diese oder eine ähnliche Statue in den Vauxhall Gardens in Boston zu sehen, bekleidet mit Originalkleidungsstücken Daniel Lamberts. Später wurde sie von P. T. Barnum erworben und in dessen American Museum in New York ausgestellt. 1865 fiel sie einem Brand zum Opfer.
In England wurden zahlreiche Kneipen und Gasthöfe nach Daniel Lambert benannt. 1826 kaufte James Dixon, der Inhaber des Restaurants Ram Jam Jam, die Kleider, die Daniel Lambert an seinem Todestag getragen hatte, und stellte sie aus. Später kamen noch Kleider von Charles Stratton dazu, der auch mehrfach mit Lamberts Kleidern posierte. Heute sind Kleider Lamberts noch im Newarke Houses Museum in Leicester und im Stamford Museum und George Hotel in Stamford zu sehen.
Daniel Lamberts Grabstein in Stamford existiert ebenfalls noch.
Der lokale Fußballverein AFC Stamford führt als Spitznamen „The Daniels“ und nimmt damit direkten Bezug auf Daniel Lambert.

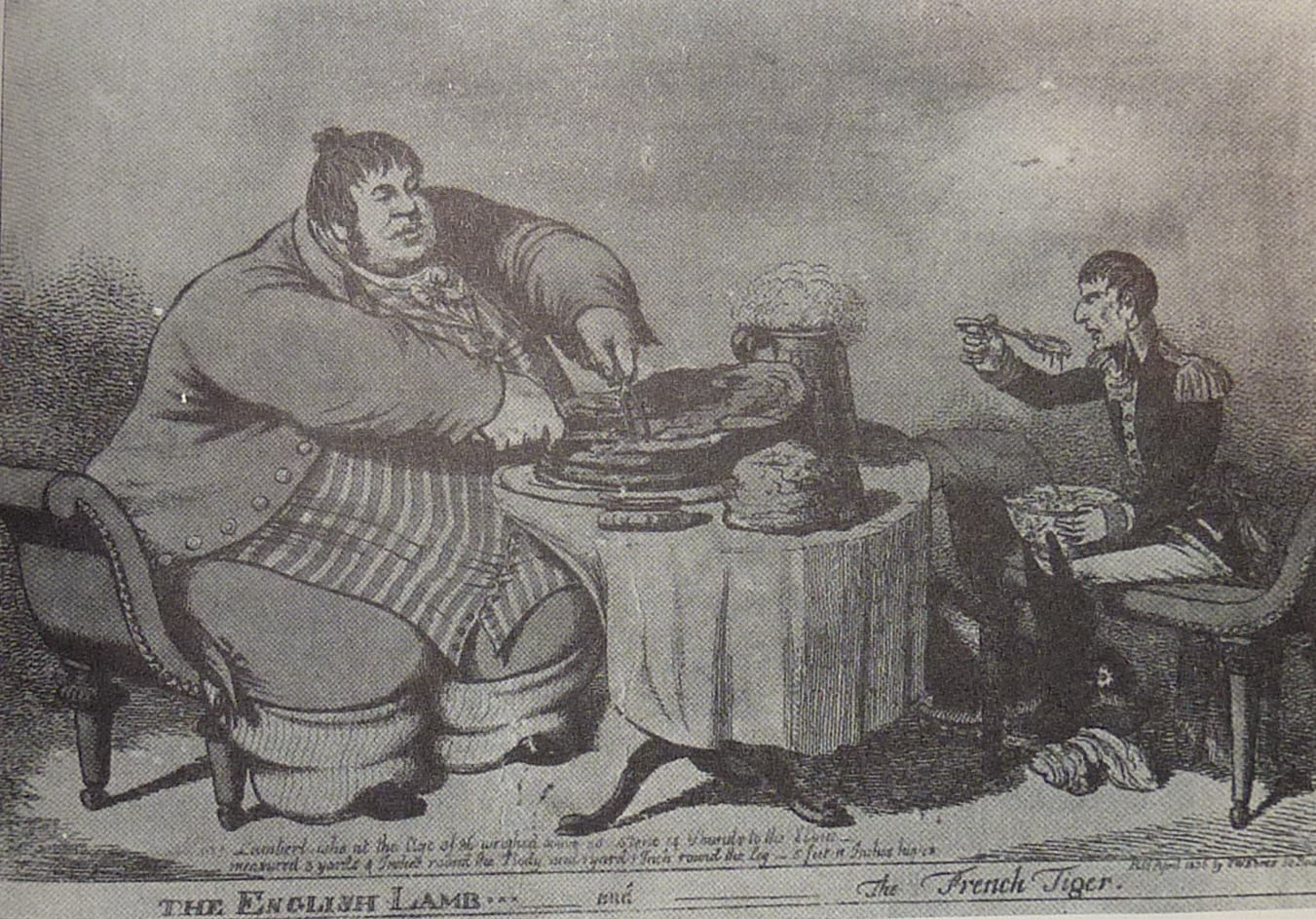
The English Lamb and the French Tiger
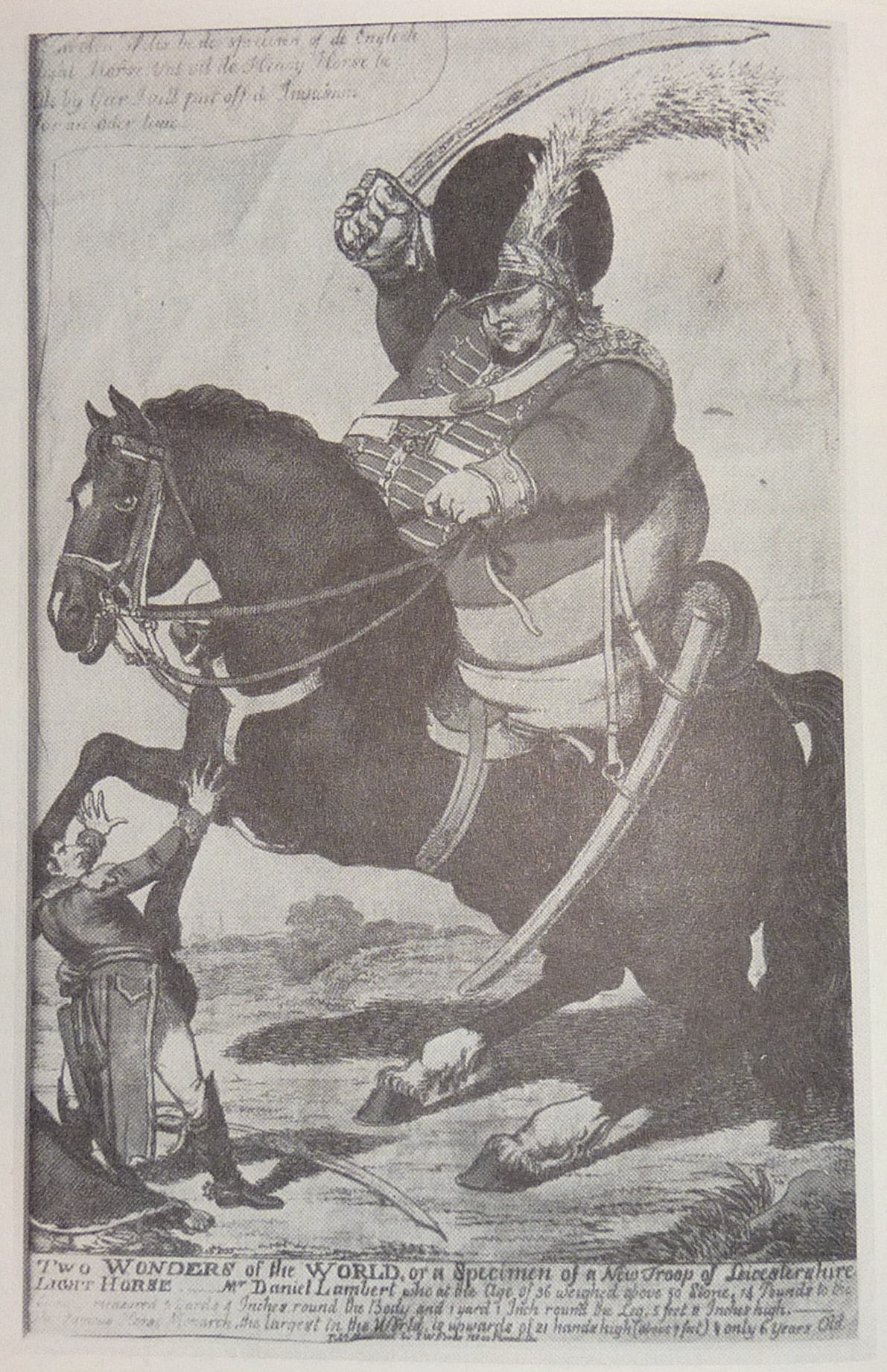
The Two Wonders of the World